# Buch am Erlbach
Buch am Erlbach (officielt: Buch a.Erlbach) er en kommune i Landkreis Landshut, i regierungsbezirk Niederbayern i den tyske delstat Bayern.

## Geografi
Buch am Erlbach ligger i den sydøstlige del af Landkreis Landshut, ved grænsen til Oberbayern, ikke langt fra floden Isar og Erdinger Moos. Der er 7 km til Moosburg (med tilkørsel til A 92), til Landshut 12 km, til både Erding og Freising 25 km og til Flughafen München knap 30 km.

### Nabokommuner
- Stadt Moosburg (Landkreis Freising)
- Langenpreising (Landkreis Erding)
- Wartenberg (Landkreis Erding)
- Kirchberg (Oberbayern) (Landkreis Erding)
- Vilsheim
- Tiefenbach
- Eching

### Inddeling
Til kommunen hører ud over Buch landsbyerne Niedererlbach, Thann-Vatersdorf, Holzhäuseln, Forstaibach, Garnzell, Gastorf, Westendorf, Stünzbach, Freidling, Hofenstall, Großaibacherforst og Hartbeckerforst.

## Fodnoter
1. ↑  http://www.buch-am-erlbach.de/wahlen2008/9_MAIN_E_BUERGERMEISTERWAHL_2008.html Arkiveret 21. februar 2009 hos  Wayback Machine Ergebnisse Bürgermeisterwahl 2008

- Wikimedia Commons har flere filer relateret til Buch am Erlbach